# Diễn biến hòa bình
Diễn biến hòa bình là khái niệm nói về một chiến lược chính trị – ý thức hệ và xã hội của chủ nghĩa tư bản và chính trị cánh hữu nhằm thay đổi hệ thống xã hội chủ nghĩa bằng các biện pháp hoà bình. Đó là một quá trình diễn biến lâu dài, âm thầm, không đổ máu và yên lặng, nhưng sẽ dẫn đến sự loại bỏ vai trò lãnh đạo của Đảng Cộng sản và ý thức hệ của nó ở tại các nước xã hội chủ nghĩa. Hiện nay, khái niệm này cũng được dùng để chỉ sự âm thầm can thiệp của một nước phương Tây vào tình hình chính trị nội bộ của một nước đối thủ, dù đó không phải một nước xã hội chủ nghĩa theo ý thức hệ chủ nghĩa Cộng sản, ví dụ như 1 nước cánh hữu là Nga.
Từ "diễn biến hòa bình" lần đầu tiên được đề cập tới trong thời kỳ Chiến tranh Lạnh bởi John Foster Dulles, ngoại trưởng Hoa Kỳ trong những năm 1950, khi nói về chính sách đối phó với Liên Xô. Khái niệm này được Dulles mô tả là một quá trình chuyển đổi "hòa bình" từ một thể chế mà chính phủ Mỹ xem là độc tài sang dân chủ tại một nước xã hội chủ nghĩa.